# Terugschrijdende erosie

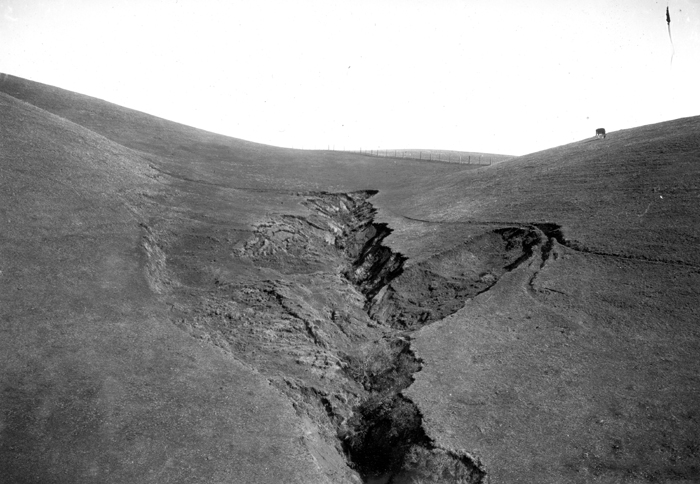
Terugschrijdende erosie op een foto uit 1906 bij Mount Tamalpais in Marin County (Californië.

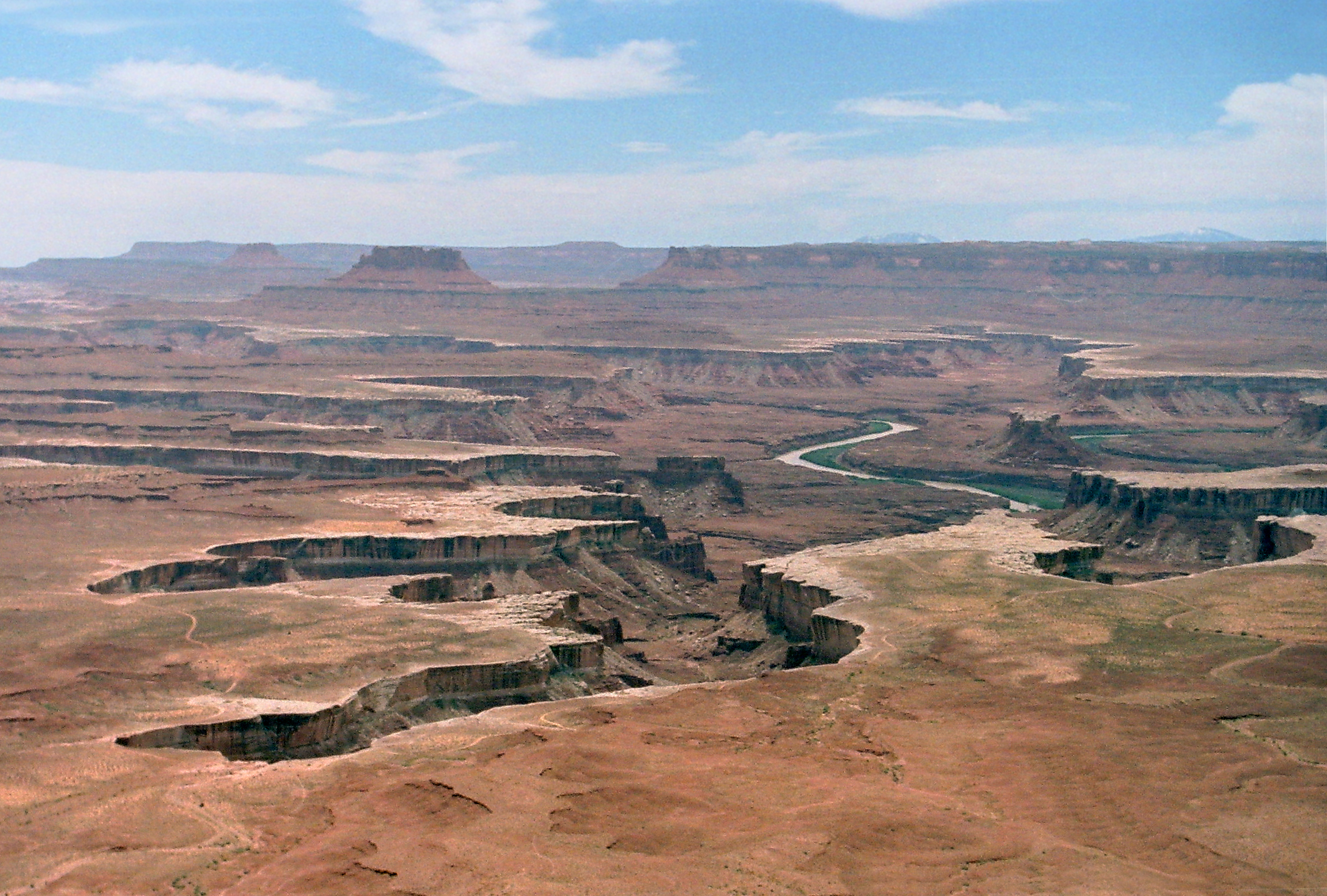
In Canyonlands National Park in Utah (Verenigde Staten), loopt water over de vlakte in de kloven. Hierbij erodeert de bovenste rand van kloof en verplaatst deze zich stroomopwaarts. Hierdoor wordt de kloof langer en breder.

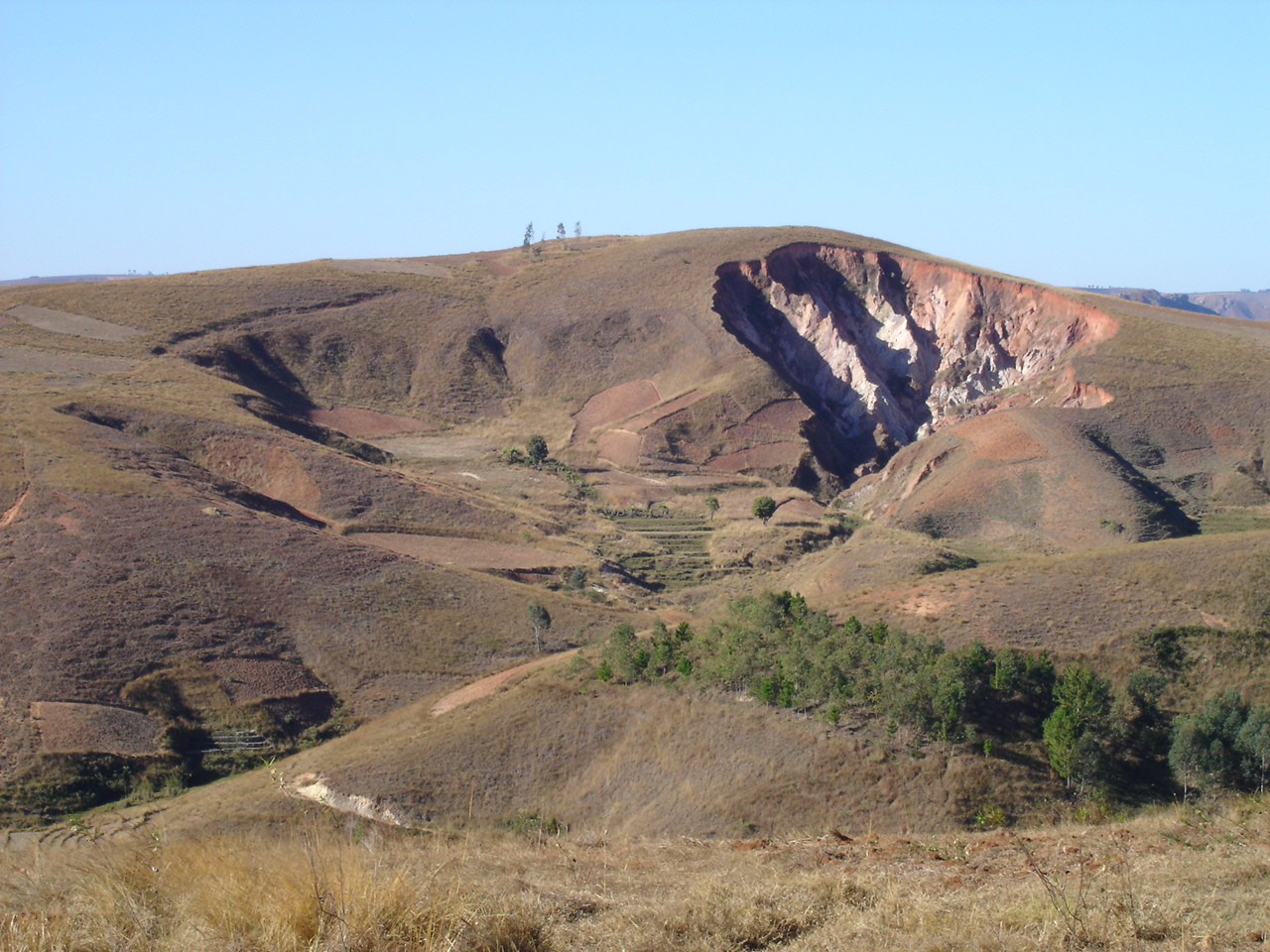
Actieve dalhoofderosie (lavaka) rechts, met inactieve, deels opgevulde oudere voorbeelden links.

Terugschrijdende erosie of dalhoofderosie is de erosie bij het dalhoofd (start van het rivierdal) door stromend water, waardoor het dalhoofd zich verplaatst in stroomopwaartse richting. Het verbreden van een rivierdal door erosie ín de kloof zelf, zoals erosie veroorzaakt door het stromende water ín de kloof, waardoor de kloof bijvoorbeeld dieper of breder wordt, is geen terugschrijdende erosie. Terugschrijdende erosie is een fluviatiel proces waardoor de lengte van een rivier, rivierdal en/of een kloof groter wordt.
Eens een rivier gestart is met terugschrijdende erosie, zal het proces versneld worden door de steile helling langswaar het water naar beneden stroomt bij het dalhoofd. Door de terugschrijdende erosie zal het water een steeds vlakker profiel proberen uit te slijten (het evenwichtsprofiel). Dit leidt tot verhoogde erosie op de meeste steile delen: de terugschrijdende erosie van het dalhoofd. Door een sterke terugschrijdende erosie kan stroomonthoofding gebeuren: hierbij "kaapt" de terugschrijdende rivier een deel van een naburige  stroomgebied.